# Fear of Clowns
Fear of Clowns es una película estadounidense de terror de 2004, escrita y dirigida por Kevin Kangas. Fue seguida por una secuela de 2007 titulada Fear of Clowns 2.

## Argumento
Una artista con coulrofobia ("miedo a los payasos") es acechado por un payaso asesino que se asemeja a uno de los que ella pinta.

## Reparto
- Rick Ganz como Tucker Reid.
- Jacqueline Reres como Lynn Blodgett.
- Mark Lassise como Doug Richardson/Shivers el payaso.
- Carl Randolph como Doctor Bert Tokyo.
- Frank Lama como Detective Peters.
- Ted Taylor como Heston.
- John Patrick Barry como Official Patrick.
- Andrew Schneider como Phillip.
- Lauren Pellegrino como Amanda Green.
- Lisa Willis Brush como Julie.
- Christopher Lee Philips como Osbourne.
- Judith Furlow como Gale Wroten.
- Patrick T. McGowan como Endle Parrish.
- Jack-Joseph Porter como Nicholas Blodgett.
- Darla Albornoz como Mediator.
- Steven Gleich como Marty.
- Jed Duvall como payaso feliz.
- Rich Herard como policía negro.
- Ronald Lee Ward, Jr. como Paramedico